# Wudaoying
Wudaoying (kinesiska: 五道营乡, 五道营) är en socken i Kina. Den ligger i provinsen Hebei, i den norra delen av landet, omkring 150 kilometer norr om huvudstaden Peking. Antalet invånare är 7 219. Befolkningen består av 3 475 kvinnor och 3 744 män. Barn under 15 år utgör 15,0 %, vuxna 15-64 år 72 %, och äldre över 65 år 12,0 %.
Genomsnittlig årsnederbörd är 653 millimeter. Den regnigaste månaden är juni, med i genomsnitt 171 mm nederbörd, och den torraste är januari, med 3 mm nederbörd.